# On the Beach (album de Neil Young)
Pour les articles homonymes, voir On the Beach.
Albums de Neil Young
Time Fades Away
(1973) Tonight's the Night
(1975)
On the Beach, paru le 16 juillet 1974 sur le label Reprise, est le 5e album studio du chanteur et guitariste américano-canadien, Neil Young.

## Historique

### Enregistrement et production
On the Beach fut enregistré entre fin novembre 1973 et début avril 1974 en Californie dans les studios Sunset Sound à Hollywood et à Woodside dans le ranch de Neil Young. Il fut produit par Neil Young avec David Briggs (titres 1 et 4), Mark Harman (titres 2, 3 et 5) et Al Schmitt (titres 6, 7 et 8).
Outre les membres de Crazy Horse, Neil Young est accompagné sur certains titres par des membres du Band (Rick Danko et Levon Helm) et ses anciens compagnons de C.S.N.Y., Graham Nash et David Crosby.

### Contenu
En 1973, après les succès de Harvest et de After the Gold Rush, Neil Young vient de finir une tournée épuisante qui verra la publication de son premier album en public, Time Fades Away, et d'enregistrer un album très noir Tonight's the Night que la maison de disques refuse de publier pour ne pas casser son image.
On the Beach, sorti avant, mais enregistré après, n'est pourtant guère plus gai : dévasté, brisant les rêves hippies et les béatitudes de Young. L'album ouvre la porte à la seconde période qui s'achèvera avec Rust Never Sleeps en 1979. Enregistré en grande partie sous l'influence de « honey slides » (un mélange de marijuana et de miel), ce disque peut être considéré comme l'un des plus « torturés » des albums de Neil Young.
Le premier titre Walk On est certainement le moins noir de l'album. Sur un rythme assez entrainant, Neil Young y clôt la mésentente qu'il y eut entre le groupe Lynyrd Skynyrd et lui. Ce titre fera l'objet de l'unique single de l'album et se classa à la 69e place du Billboard Hot 100 le 17 août 1974 .
See the Sky about to Rain date des sessions faites pour préparer l'album Harvest en 1972. Le ton y est plus sombre et la chanson est dominée par l'orgue Wurlitzer joué par Neil Young et la Pedal steel guitar de Ben Keith. Ce titre fut enregistré par les Byrds en 1973 sur leur album éponyme.
Revolution Blues, le premier des trois titres à comporter le mot blues, est inspiré par Charles Manson que Neil rencontra à Topanga lorsqu'il y vivait. Les paroles sont très noires et violentes, la musique est plus rock que blues, emmené par la rythmique du Band. David Crosby y joue de la guitare rythmique.
For the Turnstiles est une chanson plus calme que Neil Young interprète au banjo. Il y partage le chant avec Ben Keith.
Vampire Blues est le seul vrai blues de l'album. Neil Young y règle ses comptes avec le lobby pétrolier.
On the Beach ouvre initialement la face B du vinyle. C'est un morceau au rythme lent où Neil Young exprime toute sa solitude et son désespoir.
Ce titre éponyme mêle des accords à la guitare, la basse est particulièrement gonflée, présence de violon, harmonica et du piano Wurlitzer joué par Graham Nash.
Sur Motion Pictures, Neil panse les plaies de sa séparation avec Carrie Snodgress, mère de son premier fils Zeke et pose une image lucide sur la célébrité. Sur les crédits de l'album Motion Pictures est suivi de (For Carrie).
Ambulance Blues qui clôt l'album est une ballade folk mélancolique traversée par le violon aérien de Rusty Kershaw. Neil Young y parle entre autres de son passé à Toronto, du kidnapping de Patty Hearst, et de Richard Nixon. La partie de guitare acoustique est directement inspirée d'une chanson parue sur le premier album de Bert Jansch, Needle Of Death.

### La pochette
La pochette est surprenante : couleurs chaudes, plage déserte, parasol et fauteuils, Cadillac Eldorado enfoncée dans le sable, et le Loner qui regarde, seul, vers le large… On y voit aussi la une d'un journal avec le titre « Senator Buckley calls for Nixon to resign » (« le sénateur Buckley demande à Nixon de démissionner »).

### Réception de l'album
À sa sortie, On the Beach dérouta quelque peu les critiques et les fans du Loner. Cet album se classa néanmoins à la 16e place du Billboard 200 aux États-Unis où il sera certifié disque d'or, à la 13e place des charts canadiens et à la 42e place des charts britanniques.
Il est cité dans le livre de Robert Dimery Les 1001 albums qu'il faut avoir écoutés dans sa vie.

## Citation
« C'était un disque plutôt sombre. Et obscur, dur à comprendre. J'ai écrit et enregistré ces morceaux alors que je me séparais de Carrie… J'aime vraiment bien la pochette de ce disque. Revolution blues est consacré à Charles Manson. En 1976, les punks anglais en ont fait un de leurs morceaux fétiches. Sacrée chanson. Je me rappelle l'avoir jouée avec Crosby, Stills et Nash en 74. Figure toi qu'ils étaient terriblement gênés par le texte… Charlie ? Il était génial, c'était un type incroyable. Il était vraiment bon, artistiquement. C'en était effrayant. S'il s'était trouvé un groupe aussi « libre » que lui… Enfin, c'était ça, son problème : personne ne voulait se coller avec lui. D'ailleurs, beaucoup de musiciens connus fréquentaient Manson, même s'ils jurent le contraire aujourd'hui. Merde, pourquoi mentir à ce sujet ? Il avait l'étoffe d'un poète, ce mec. »

— Neil Young, Pleine Lune, Les Inrockuptibles, décembre 1992, interview de Nick Kent.

## Liste des titres
- Tous les titres sont signés par Neil Young

| 1. | Walk On                   | 2:40 |
| 2. | See the Sky about to Rain | 5:03 |
| 3. | Revolution Blues          | 4:02 |
| 4. | For the Turnstiles        | 3:13 |
| 5. | Vampire Blues             | 4:11 |

| 6. | On the Beach                 | 6:59 |
| 7. | Motion Pictures (For Carrie) | 4:20 |
| 8. | Ambulance Blues              | 8:57 |

## Musiciens
- Neil Young - chant, guitare (1, 3, 5-8), harmonica (2, 7, 8), piano électrique Wurlitzer (2), banjo (4), tambourin (5)

### Musiciens additionnels
- Ben Keith - guitare slide (1), guitare steel (2), Dobro, basse (7, 8), piano électrique Wurlitzer (3), orgue, percussions (5), chœurs
- David Crosby - guitare rythmique (3)
- George Whitsell - guitare (5)
- Rusty Kershaw - guitare slide (7), fiddle (8)
- Billy Talbot - basse (1)
- Tim Drummond - basse (2, 5, 6), percussions (5)
- Rick Danko - basse (3)
- Joe Yankee - harmonica, tambourin électrique (2)
- Graham Nash - piano électrique Wurlitzer (6)
- Ralph Molina - batterie, chant (1), batterie (5, 6), percussions (7, 8)
- Levon Helm - batterie (2-3)

## Charts et certifications

### Album
Charts
| Pays                          | Durée du classement | Meilleur classement | Date              |
| ----------------------------- | ------------------- | ------------------- | ----------------- |
| Canada (RPM)                  | 13 semaines         | 13e                 | 21 septembre 1974 |
| États-Unis (Billboard 200)    | 18 semaines         | 16e                 | 14 septembre 1974 |
| France (SNEP)                 | 16 semaines         | 10e                 | 19 juillet 1974   |
| Italie (FIMI)                 | 8 semaines          | 15e                 | 28 octobre 1974   |
| Norvège (VG-lista)            | 8 semaines          | 10e                 | 23 septembre 1974 |
| Pays-Bas (MegaCharts)         | 8 semaines          | 5e                  | 17 août 1974      |
| Royaume-Uni (UK Albums Chart) | 5 semaines          | 42e                 | 18 août 1974      |

| Pays                          | Durée du classement | Meilleur classement | Date               |
| ----------------------------- | ------------------- | ------------------- | ------------------ |
| Allemagne (GfK Entertainment) | 1 semaine           | 93e                 | 1er septembre 2003 |
| Belgique (V) (Ultratop)       | 8 semaines          | 17e                 | 23 août 2003       |
| Belgique (W) (Ultratop)       | 2 semaines          | 37e                 | 23 août 2003       |
| Écosse (Scottish Album Chart) | 4 semaines          | 29e                 | 20 juillet 2003    |
| France (SNEP)                 | 8 semaines          | 77e                 | 3 août 2003        |
| Italie (FIMI)                 | 2 semaines          | 54e                 | 14 août 2003       |

Certifications
| Pays        | Certification | Ventes    | Date              |
| ----------- | ------------- | --------- | ----------------- |
| États-Unis  | Or            | 500 000 + | 23 septembre 1974 |
| Royaume-Uni | Argent        | 60 000 +  | 1er août 1976     |

### Single
| Single  | Chart             | Durée du classement | Position | Date         |
| ------- | ----------------- | ------------------- | -------- | ------------ |
| Walk On | (Hot 100)         | 7 semaines          | 69e      | 17 août 1974 |
| Walk On | (RPM Top Singles) | 9 semaines          | 46e      | 24 août 1974 |